# Robert IV de la Marck
Robert IV de la Marck, duca di Bouillon, conte di Braine, signore di Sedan, di Florange e di Raucourt (Sedan, 5 gennaio 1512 – Guise, 4 novembre 1556), è stato un nobile e ufficiale francese.

## Biografia
Era il figlio di Robert de la Marck, e di sua moglie, Guillemette de Saarbrücken, contessa di Braine, signora di Pontarci, dama d'onore della regina e governante delle figlie di Francia.

## Carriera
All'età di diciassette anni fu nominato capitano dei Cento Svizzeri della Guardia Reale. Nel 1547 il re Enrico II lo nominò maresciallo di Francia e lo mandò a Roma come ambasciatore francese.
Nel 1552 partecipò all'Assedio di Metz e riprese possesso del suo Ducato di Bouillon, che era stato occupato dalle truppe di Carlo V nel 1521. Nonostante la sua occupazione non sarebbe tornato in loro possesso con la pace di Cateau-Cambrésis.

## Matrimonio
Sposò, il 19 gennaio 1538 nella cappella del Louvre a Parigi, Françoise di Brézé (1515–14 ottobre 1577), figlia di Luigi di Brézé, Gran siniscalco di Normandia, e della sua seconda moglie, Diana di Poitiers (favorita di Enrico II). Ebbero nove figli:
- Enrico Roberto de La Marck (1540-1574); succedette ai titoli paterni e sposò Françoise di Borbone, figlia di Luigi, duca di Montpensier.
- Carlo Roberto de La Marck (1541-1622); succedette ai titoli materni.
- Antonietta de la Marck (1542-1591), sposò Enrico I di Montmorency, ebbero due figlie;
- Guglielmina de la Marck (1543-1544);
- Diana de la Marck (1544-1612), sposò in prime nozze Jacques de Cleves, in seconde nozze Henri Antoine de Clermont e in terze nozze Jean Babou;
- Guglielmina de la Marck (1545-1592), sposò Jean di Brienne;
- Francesca de la Marck (1547-31 marzo 1608), badessa di Avenay-Val-d'Or;
- Caterina de la Marck (1548-30 aprile 1630), sposò Jacques di Harlay;
- Cristiano de la Marck.

## Morte
Luogotenente generale in Normandia, fu fatto prigioniero quando il castello di Hesdin fu conquistato nel luglio 1553. Condotto alla roccaforte della Chiusa nelle Fiandre, fu trattato molto male dagli spagnoli e vi rimase fino alla tregua di Vaucelles, il 5 febbraio 1556.
Il suo riscatto venne fissato alla considerevole somma di centomila scudi che riuscirono a pagare impegnando una parte dei suoi possedimenti. Appena uscito di prigione, per ordine dell'imperatore Carlo V, morì poco dopo. È sepolto nella chiesa di Saint-Laurent a Sedan.